# Жажда золота (фильм, 1993)
«Жажда золота» (фр. La Soif de l'or) — кинофильм, криминальная комедия Жерара Ури.

## Сюжет
Юрбен Донадье директор компании по производству сборных домов, долгие годы воровал деньги в своей конторе. Вместе с бабушкой Зезетт, которая воспитала его отменным скрягой, он разработал план, как вывезти деньги переведённые в золотые слитки за границу. Он решил замуровать золото на 60 миллионов франков в кирпичи домика и затем вывезти его целиком в Швейцарию. Однако об этом узнаёт его жена Флеретта, с которой Юрбен не захотел делиться и шофёр Жак, который уже давно стал любовником жены. За трейлером перевозящим дом начинается охота. В итоге домик попадает в Швейцарию, но золото Юрбену так и не достаётся. В последний момент его крадет сообщник Юрбена, и автомобиль со слитками падает в озеро.

## В ролях
| Актёр            | Роль          |
| ---------------- | ------------- |
| Кристиан Клавье  | Юрбен Донадье |
| Цилла Шелтон     | Меме Зезетт   |
| Катрин Жакоб     | Флеретта      |
| Филипп Хорсан    | Жак           |
| Марин Дельтерм   | Лоранс        |
| Паскаль Греггори | Жан-Луи Огер  |
| Бернард Хэллер   | граф Мюллер   |